# طراحی صنعتی
طراحی‌صنعتی (به انگلیسی: Industrial design) حرفه‌ای است که با خلق مفاهیم جدید در حوزه‌های مختلف زندگی انسانی سر و کار دارد. طراحی، برابرنهاده یا معادلی است که برای واژه Design انگلیسی به کار رفته‌است و Industrial design یکی از زیرشاخه‌های دیزاین است. 

طراحی صنعتی: ایده‌پردازی برای طراحی ساعت مچی

طراحی‌صنعتی، علمی است که به بیان اصول مربوط به طراحی محصولات، محيط، وسایل حمل و نقل، سیستم‌ها و خدمات می‌پردازد. طراحی‌صنعتی فرایندی سیستماتیک است به گونه‌ای که ضمن دارا بودن مراحل مختلف (با ترتیب و توالی مشخص)، ارتباطی قانون‌مند بین این مراحل برقرار است. روند طراحی با انجام تحقیقات آغاز گشته و پس از تهیه چک‌لیست و ارایه ایده‌های کلی، ضمن ارزیابی این ایده‌ها بر اساس الزامات طراحی، ایده برتر انتخاب گردیده و به طراحی جزئیات آن پرداخته می‌شود. در این روند لازم است که با دید سیستماتیک، تعاملات چند جانبه موجود میان انسان، محصول و محیط در نظر گرفته شود.
در حال حاضر آموزش طراحی‌صنعتی در ایران، با یک گرایش کلی و تحت عنوان کلی طراحی‌صنعتی انجام می‌شود. امروزه این رشته با نام طراحی محصول (Product Design) نیز شناخته می‌شود و گستره زیادی از موضوعات را در بر می‌گیرد.

## تاریخچه
حرفه طراحی‌صنعتی، در پی انقلاب صنعتی در اروپا و بر اساس نیازهای متنوع مردم، توسط هنرمندان و پیشه‌وران با استفاده از روش‌های دستی و نه ماشینی و در مقیاس محدود ساخته می‌شدند. با ظهور ماشین و پدید آمدن روش‌های تولید ماشینی، چهره مصنوعات دچار دگرگونی شد و مصنوعات دست‌ساز، آرام آرام جای خود را به مصنوعات زمختی می‌دادند که هیچ خبری از هنر هنرمند در آن‌ها یافت نمی‌شد. همگی بدون توجه به زیبایی پیکره و صرفاً در جهت برآورده کردن نیازهای عملکردی، طراحی و ساخته می‌شدند. در چنین وضعی بود که هنرمندان دست‌ساز، با اعتراض به چنین نابسامانی خواستار طرد ماشین و فرزندان آن و بازگشت به اوضاع پیشین شدند.
جنبش هنر و پیشه که سردمدار آن جان راسکین و ویلیام موریس بودند، در همین راستا شکل گرفت.

## زیر شاخه‌ها
1. طراحی محصول (Product design)
2. طراحی سامانه‌های حمل و نقل (Transport design): طراحی خودرو، هواپیما، پهپاد، ترن، شناورها، موتور‌سیکلت، دوچرخه و اسکوتر از زیر مجموعه‌های این گروه هستند.
3. طراحی محیطی (Environmental design)
4. طراحی دکوراسیون
5. طراحی مبلمان
6. طراحی بسته‌بندی (Packaging design)
7. طراحی اسباب‌بازی
8. طراحی هویت
9. طراحی تعامل (Interaction design)
10. طراحی جواهرات (Jewelry design)
11. طراحی پوشیدنی‌ها (Wearables)
12. طراحی نظامی
13. طراحی خدمات (Service design)
14. طراحی لوازم الکترونیکی مصرفی
15. طراحی لوازم پزشکی و مراقبت‌های بهداشتی
16. طراحی لوازم ورزشی

## سبک‌شناسی طراحی
از سبک‌های شناخته شده در طراحی‌صنعتی، می‌توان به موارد زیر اشاره نمود:
1. نوگرایی (Modernism) یا سبک بین‌المللی (International Style) که باوهاوس در آلمان از شناخته شده‌ترین مکاتب این سبک است.
2. دِ اِستیل (De Stijl) در هلند در این سبک و در حوزه طراحی خریت ریتفلد (به هلندی: Gerrit Rietveld) را می‌توان نام برد. پیت موندریان نقاش نامی نیز، از نامداران همین جنبش هنری در حوزه نقاشی است.
3. فن برتر (های‌تک) (High Technology)
4. لبه جدید (New Edge)
5. کمینه‌گرایی (Minimalism) که از بزرگان این سبک می‌توان به فیلیپ استارک فرانسوی اشاره کرد.
6. سبک ممفیس: بنیانگذار آن، طراح مشهور ایتالیایی اتوره سوتساس است.

کتابخانه، سبک ممفیس
7. آرت نووو (Art Nouveau) از سبکهای قدیمی طراحی است که در خلال سال‌های ۱۸۸۰ تا ۱۸۹۰ میلادی شکل گرفت. در این نوع طراحی از خطوط پیچکی و گیاهی و شعله مانند استفاده می‌شود[۳].
8. استریم لاینینگ (Streamlining) استفاده از فرم قطره‌ای و آیرودینامیک در این سبک طراحی متداول است. خاستگاه این سبک آمریکاست[۴].

مداد تراش، سبک استریم لاینینگ
9. سبک آمریکایی (American Style)
10. جنبش دویچر ورک‌بوند آلمان
11. کارکردگرایی (Functionalism)
12. آرت دکو (هنر تزئینی آمیخته) (Art Deco) 

رادیو، سبک آرت دکو
13. باهاوس
14. ساختارگرایی
15. طراحی جهانی (Universal Design)
16. طراحی پایدار (Sustainable design)
17. ترنس های‌تک

## فرصت‌های شغلی طراحی صنعتی
طراحی صنعتی به توسعه محصولات تولیدی مانند لوازم خانگی و یا خودرو می پردازد. در کل به تغییر شکل یک محصول طراحی صنعتی می گویند. به عنوان مثال با تغییراتی در ی میز یا صندلی زیبایی و راحتی به آن اضافه می کنیم. کامپیوتر ها و لپتاپ ها اصلی ترین ابزار برای طراحی صنعتی هستند. که می توان با نصب نرم افزار های پیشرفته ایده های جدید را طراحی و یا ایده های قبلی را تغییر داد.
به نقل از سایت idsa امروزه بیش از ۴۳۰۰۰ طراح صنعتی در ایالات متحده مشغول به کار هستند و درآمد متوسط سالانه این حرفه ۶۶.۵۰۰ دلار است. میشیگان و کالیفرنیا ایالت‌هایی با بالاترین ظرفیت طراحان صنعتی شاغل در سرانه هستند. (۲۰۱۸ ، دفتر آمار کار) 